# Bolbocerodema dierli
Bolbocerodema dierli es una especie de coleóptero de la familia Geotrupidae.

## Distribución geográfica
Habita en Nepal.